# Wodnyk Kijów
Wodnyk Kijów (ukr. СК «Водник» Київ) – ukraiński klub piłkarski z siedzibą w stolicy kraju, mieście Kijów, działający w latach 1921–1940.

## Historia
Chronologia nazw:
- 1921: Czerwony jacht-klub Kijów (ukr. «Червоний яхт-клуб» Київ, ros. «Красный яхт-клуб» Киев)
- 1922: Proletarski jacht-klub Kijów (ukr. «Пролетарський яхт-клуб» Київ, ros. «Пролетарский яхт-клуб» Киев)
- 1924: Rajkomwod Kijów (ukr. СК «Райкомвод» Київ, ros. СК «Райкомвод» Киев)
- 1934: Baskomwod Kijów (ukr. СК «Баскомвод» Київ, ros. СК «Баскомвод» Киев)
- 1936: Wympel Kijów (ukr. СК «Вимпел» Київ, ros. СК «Вымпел» Киев)
- 1938: Wodnyk Kijów (ukr. СК «Водник» Київ, ros. СК «Водник» Киев)
- 1940: klub rozwiązano

Klub Piłkarski Czerwony jacht-klub został założony w Kijowie w 1921 roku i w tym że roku debiutował w mistrzostwach Kijowskiej Ligi Piłki Nożnej. W 1922 klub przyjął nazwę Proletarski jacht-klub. W 1924 w związku z przejściem na system kierowania przez związki zawodowe klub zjednoczył pracowników transportu wodnego i stał się nazywać Rajkomwod. W 1929 po raz ostatni startował w mistrzostwach Kijowa. 28 czerwca 1930 zespół rozegrał mecz towarzyski z klubem Proletarij Moskwa, który zakończył się porażką 2:6 Ukraińców.
Tak jak klub reprezentował pracowników transportu wodnego to często nazywano go Wodnyky (ukr. «Водники» Київ). W 1934 roku jako Baskomwod ponownie startował w mistrzostwach Kijowa. W 1936 klub przyjął nazwę Wympel. W 1938 w związku z połączenia towarzystw związków zawodowych "Wympeł" i "Moriak" stał się nazywać Wodnyk. W 1936 i 1938 zespół startował w rozgrywkach Pucharu ZSRR. W 1940 klub został rozwiązany.

## Sukcesy
- 1/32 finału Pucharu ZSRR: 1936
- mistrz Kijowa (3): 1927 (w), 1928, 1929 (j)
- wicemistrz Kijowa (2): 1927 (j), 1935
- brązowy medalista mistrzostw Kijowa (2): 1924 (w), 1926 (j).

## Inne
- Dynamo Kijów